# 汤图满族乡
汤图满族乡是中华人民共和国辽宁省抚顺市抚顺县下辖的一个民族乡。

## 行政区划
汤图满族乡下辖以下村级行政区划单位：
长垄地村、石棚子村、龙凤村、庄稼村、占贝村、河东村、汤图村、百花村和鲍家村。